# Francesco Alciati
Francesco Alciati (Milà, Llombardia, llavors capital del ducat de Milà, 2 de febrer de 1522 - Roma, 20 d'abril de 1580) va ser un cardenal italià del segle xvi. És parent del papa Pius IV.

## Biografia
Andrea Alciato, pare de Francesco, era jurisconsult. Francesco Alciati va estudiar a les universitats de Bolonya i Pàdua. Francesco va succeir el seu pare l'any 1550 a la càtedra de dret a la Universitat de Pavia i va acabar la publicació de les seves obres. Va ser membre del Collegio dei Giurisconsulti. El seu alumne Carles Borromeo el crida a Roma, l'any 1560, després d'haver-se unit amb el seu oncle, el papa Pius IV (1559).
L'arquebisbe Alciati va ser nomenat cardenal per Pius IV durant el consistori del 12 de març de 1565. El cardenal Alciati va ser prefecte de la Congregació del Consell des del 1565 i vice-penitenciari i gran cardenal penitenciari apostòlic el 1569. Va ser membre de la Congregació del Sant Ofici, de la Congregació per a Bisbes i de la Congregació per a la Correcció del Decret de Gracià.
El cardinal Alciati va participar al Conclave de 1565–1566 (elecció de Pius V) i de 1572 (elecció de Gregori XII).